# Patrick Bantamoi
Patrick Bantamoi (ur. 24 maja 1986 w Koidu) – sierraleoński piłkarz, występuje na pozycji bramkarza. Pochodzi z Sierra Leone, ale władze fińskie udzieliły mu azylu politycznego. Obecnie występuje w zespole FC Inter Turku. W reprezentacji Sierra Leone zadebiutował w nieoficjalnym meczu przeciwko ekipie Willem II Tillburg. Zdaniem ekspertów jest jednym ze zdolniejszych bramkarzy pochodzących z Czarnego Lądu. Największą jego zaletą jest niesamowita skoczność

## Życiorys
Jego pierwszym klubem był Diamond Stars. W 2003 roku wystąpił na mistrzostwach świata do lat 17, w piłce nożnej w Finlandii. W swojej reprezentacji był bramkarzem nr.1. Po turnieju otrzymał azyl polityczny od władz fińskich i zaczął Grać w drużynie Kuopion Palloseura. W kwietniu 2006 r, zdobył z drużyną Liigacup. Czarne chmury nad karierą młodego piłkarza zawisły, gdy w październiku tego roku, drużyna z Kuopio spadła do niższej klasy rozgrywkowej – Ykkonen. Jednak obecny pracodawca, zdecydował się złożyć ofertę za 20-letniego piłkarza i od Grudnia 2006 r. reprezentował on barwy Sinimustat. Z obecnym pracodawcą w sezonie ligowym 2008 zdobył mistrzostwo kraju.